# Tenke

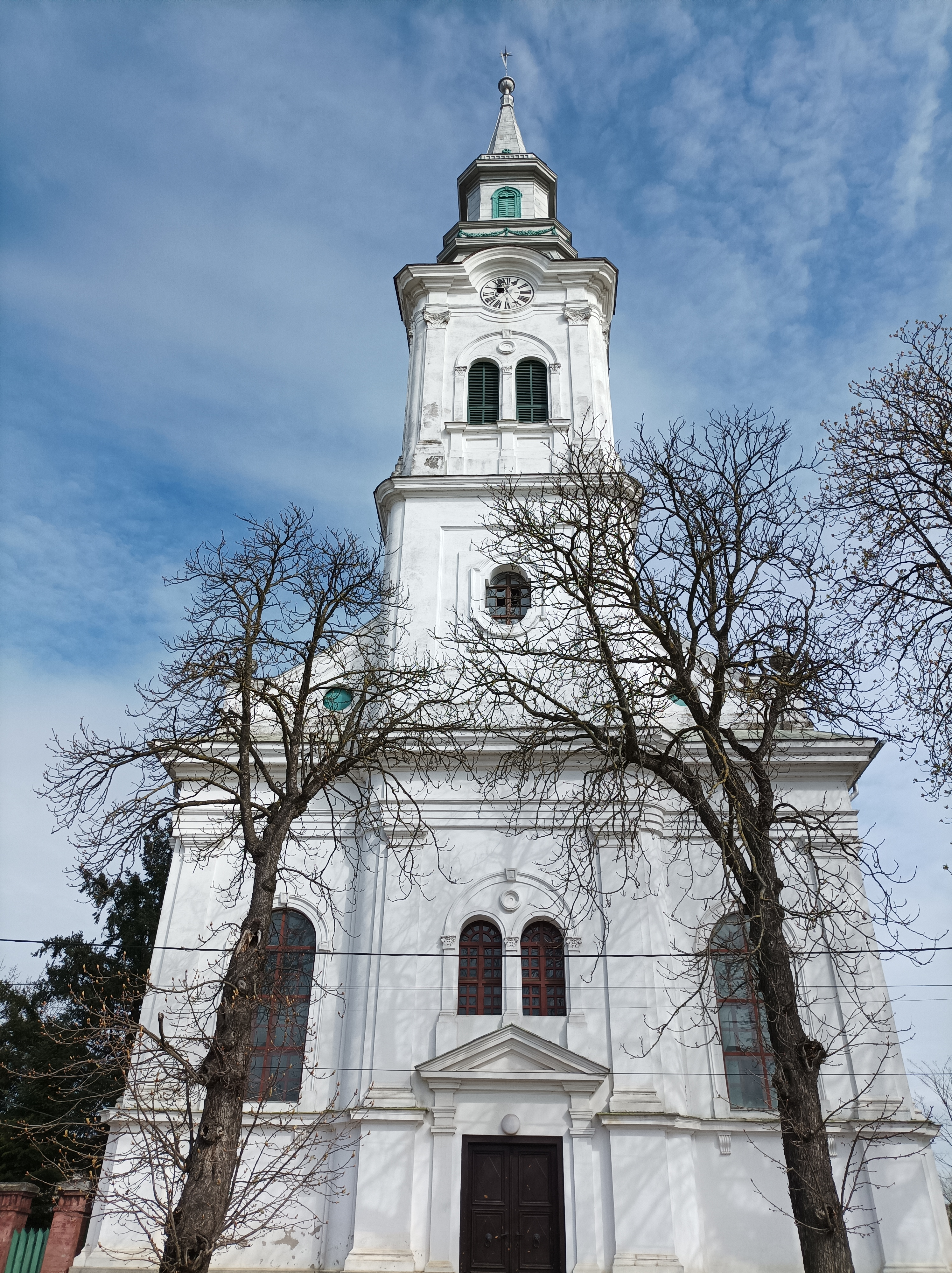
Református templom

Tenke (románul Tinca) község Romániában, Bihar megyében, Tenke község központja. Nagyváradtól 40 km-re délre, a magyar határ közelében, a Fekete-Körös mellett található.

## Története
Az Árpád-kori települést egyes források szerint 1338-ban említi irat, de biztosan Meszesi Demeter váradi püspök egyik 1355-iki levelében azonosítható. Földesura kezdettől fogva a váradi püspökség. A török dúlások alkalmával Tenke is elpusztul, 1598-ban a községnek csak 13 lakosa maradt.
Tenkén három templom áll, a görögkatolikusoké most épül, de több neoprotestáns felekezetnek is van imaháza. A mostani református templom helyén állott hajdan a község ősi temploma; ennek elpusztulta után a lakosok fatemplomot emeltek, melyet 1790-ben kőtemplom váltott fel; ezt 1882-ben lebontották, s helyére a mai templomot építették. A római katolikus templom 1810-ben épült az 1775-ben Patachich Ádám püspök által emeltetett kápolna helyén. A görögkeletiek 1863-ban kaptak először templomot, a mai impozáns kőtemplomot 1927–39 között építette Sztarill Ferenc tervei alapján Orbán Károly. Az izraeliták zsinagógája 1869-ben épült, de a Ceaușescu-diktatúrában lebontották, miután az itteni zsidók zöme Izraelbe vagy máshová települt.
1875-ben megalakult az Ipartestületet, mely a századfordulón székházat is kapott.
Vasútállomását 1899-ben avatták fel.
1899. november 5-én, harmadikként Erdélyben, de jóval hamarabb, mint a szomszédos Nagyszalontán, mellszobrot állítottak a  „nemzet atyjának”. A bronzból készült mellszobor, amely Kossuth Lajos idősebb arckifejezését ábrázolta, 72 cm magas volt, és egy 225 cm magas, 54 cm széles, felül 39 cm-re keskenyülő, tiroli márványból készült talapzatra helyezték a református leányiskola melletti parkban. Készítői Gerenday Antal és fia, Gerenday Béla budapesti szobrászok.
Fábián József tenkei tanár ádáz kitartással gyűjtögette a történelmi adatokat Tenkéről írott monográfiájához (Tenkei magyarok, Literátor, Nagyvárad, 2003). Dicséretes kutatómunkájának köszönhetően már-már napfény derült rá, hová menekítette, ásta el egy maroknyi önfeláldozó magyar az 1919-es román bevonuláskor a Kossuth-szobrot, de végül a mű nem került elő, mert időközben sírba vitték titkukat a rejtekhely ismerői. Tenke a trianoni döntés nyomán Magyarországtól Romániához került, a második bécsi döntéssel pedig Dél-Erdélyben maradt, román fennhatóság alatt. 1950-ig járási székhely volt.
Fontos tanulmány Tenke, illetve a környező – részben elpusztult – magyar települések történetének a jobb megismeréséhez Fodor Ferenc „Az el nem sodort falu” című írása.

## Református lelkészei
- Bernáth Lajos
- Czapfalvy József
- Vass Zoltán
- Berke Sándor

## Lakossága
1839-ben a tenkeiek 13,2 százaléka katolikus, 82,3 százaléka református, 4,3 százaléka ortodox. 1930-ban, az első nagy „érvágás” után az arányok a következők voltak: 26,4 százalék katolikus, 46,5 százalék református (összesen 2801 magyar); 18 százalék ortodox (687 személy), 1,2 százalék görögkatolikus (48 személy) és 5,2 százalék zsidó (201 személy).
Tenke község lakosainak száma kb. 7800, akik közül kb. 65% román, 20% roma és 15% magyar nemzetiségű. A községközpont a 20. század elején még csaknem teljesen magyar és zsidó lakosságú volt, de a század második felétől kezdve a magyarok nagyobb része elvándorolt (főleg Magyarországra), és a helyükbe mintegy 30 környező településről románok költöztek. Rajtuk kívül a falu melletti cigánytelepre az utóbbi évtizedekben több mint ezer roma is települt. Vallási megoszlás szerint a falu lakói az ortodox, református és katolikus felekezethez tartoznak, de sok a baptista, adventista és pünkösdista hívő is.

## Látnivalók
- Természettudományi kiállítás. A református parókia egyik épületében található tenkei természettudományi kiállítás az 1950-es években létesült. A múzeum magyarul és románul feliratozott tárlói a Fekete-Körös vidékének különböző élőhelyeit mutatják be, bennük kitömött állatok és a környezetük, például föld alatti járataik, ritka ásványok, halak, például egy kétméteres harcsa, számos madárfaj. Egy jó állapotú barlangimedve-koponya és több óriási mamutfog is ki van állítva, amelyeket a falu közelében találtak. A tenkei Természettudományi Múzeum létrejötte id. Csák Kálmán önfeláldozó munkájának köszönhető.
- Gyógyfürdő és gyógyvízforrás. A település nagy kincse az ivókúrára használt gyógyvize, de saját gyógyfürdője is van, amelyben a balneológiai kezelések során felmelegítve hasznosítják a gyógyvizet.

## Tenkén születtek
- Csák Kálmán (1926–2018), a tenkei természettudományi múzeum megteremtője, egykori igazgatója
- Erdélyi Jenő (1881–1971) orvos, egyetemi tanár
- Kozora Ágoston (1882–1959) szatlermester, vízimalom-tulajdonos
- Beöthy István (1882–1979) katolikus pap, pápai prelátus, nagyprépost
- Iosif Cova (1912–1984) grafikus
- Bíró Gáspár (1958–2014) jogász, szakíró, egyetemi tanár
- Dénes László (1959–) költő, újságíró
- Faragó Sándor (1919–1994) színész
- Fodor Ferenc (1887–1962) földrajztudós, történész
- Kákay Szabó György (1903–1964) festő
- Marius Vizer (1958–) üzletember, a Nemzetközi Cselgáncsszövetség elnöke